# Octuor à cordes de Bruch
Pour les articles homonymes, voir Octuor à cordes et Octuor.
L’octuor à cordes en si  majeur, opus posthume, a été composé par Max Bruch pour quatre violons, deux altos, un violoncelle et une contrebasse. Achevée en 1920, l'année de sa mort, elle est sa dernière œuvre et ne sera publiée qu'en 1996,. L'œuvre est également connue sous le nom de Concerto pour orchestre à cordes (octuor).

« Les derniers feux du romantisme scintillent avec l’Octuor de Max Bruch. »

## Contexte

Max Bruch, c. 1920.

L' octuor trouve son origine dans un quintette à cordes écrit au cours des trois premiers mois de 1919. Après une période de dépression causée par la mort de sa femme Clara et l'état général désastreux de l'Allemagne vaincue par la Première Guerre mondiale, Max Bruch retravailla le quintette à cordes pour en faire un octuor en 1920. Peu après son achèvement, sa santé s'est encore détériorée et il est mort le 2 octobre.
Bruch dédia l'octuor à son ami Willy Hess, professeur au Royal Manchester College of Music. Willy Hess, qui avait les partitions autographes en sa possession, joua l'œuvre avec ses étudiants et, en 1936, céda les droits d'exécution au fils aîné de Bruch, Max Felix, et à sa belle-fille Gertrude. Des copies manuscrites des parties faites par Gertrude ont été découvertes dans la bibliothèque musicale de la BBC, bien qu'on ne sache pas exactement comment elles sont arrivées là. Les parties se sont vues attribuer à tort le numéro d'opus 97.
L'œuvre fut créée lors d'une émission en direct de la BBC depuis Daventry sur le réseau national le 16 juillet 1937. Bien qu'il s'agisse de la première exécution d'une œuvre d'un compositeur célèbre, aucune mention n'en fut faite dans la revue The Listener (en) ou dans la presse. Seul un court paragraphe parut dans le Radio Times : « Max Bruch, dont le Concerto pour violon en sol mineur est connu de tous les violonistes, et dont le Kol Nidrei est tout aussi familier aux violoncellistes, a été nommé docteur honoraire en musique à l'Université de Cambridge, et toute sa vie, il a été très fier de cette distinction. Il avait une grande admiration pour la musique folklorique écossaise et galloise, dont il a publié plusieurs arrangements pour chœur d'hommes et chœur mixte. Bruch est mort en 1920. Son octuor à cordes, qui sera interprété pour la première fois cet après-midi, est encore à l'état de manuscrit. Il a été dédié au professeur Willy Hess, du Royal College of Music de Manchester, qui détenait les droits d'exécution jusqu'à ce qu'il les cède, il y a environ un an, au fils et à la belle-fille de Max Bruch. »
Pendant des décennies après la diffusion, on n'entendit plus parler de l'œuvre jusqu'à ce que le biographe de Bruch Christopher Fifield (en) se mette à sa recherche. Le manuscrit, qui avait été confié à l'éditeur berlinois Rudolf Eichmann, s'est retrouvé à la Bibliothèque nationale autrichienne de Vienne, où il se trouve encore aujourd'hui,. L'œuvre a été publiée pour la première fois par N. Simrock en 1996.

## Structure
L'œuvre est classique dans sa structure, bien qu'elle omette le scherzo conventionnel. Elle se compose de trois mouvements :
1. Allegro moderato : Le premier mouvement se déroule selon la forme sonate et commence par une introduction lente, dans laquelle l'alto joue le rôle principal :

Il est suivi d'une section Allegro moderato qui utilise un premier thème dramatique et un second thème lyrique, se terminant par une coda[4].
2. Adagio : L' Adagio s'ouvre sur un thème "cantabile" dans la tonalité sombre de mi bémol mineur au premier violon sur un accompagnement rythmique aux autres cordes :

La deuxième section, intitulée Andante con molto di moto, comporte un deuxième thème plus brillant en majeur qui a été qualifié de "point culminant de l'œuvre"[7] :

Un passage en forme de marche est suivi d'une reprise du deuxième thème, avant de se terminer tranquillement[4].
3. Allegro molto :
Le mouvement final présente les caractéristiques d'un scherzo, dans un esprit enjoué et triomphant[1]. Au mépris des circonstances de la composition, il semble exprimer l'espoir que Bruch lui-même nourrissait même pendant sa dernière maladie : retrouver assez de force pour revisiter certains des lieux de sa jeunesse[4]. Il s'ouvre sur des trémolos à travers les cordes :

Dans une deuxième section, le violoncelle introduit une mélodie plus noble :

Le premier thème est repris de façon grandiose, conduisant l'octuor à une coda ample.

L'œuvre présente quelques similitudes avec l' octuor à cordes de Felix Mendelssohn, en particulier dans la structure du premier mouvement et le caractère du troisième mouvement, qui a beaucoup de l'« contagieuse » de Mendelssohn. Les deux œuvres diffèrent cependant sur le plan de l'instrumentation : Bruch a remplacé le second violoncelle par une contrebasse.

## Réception
Lucy Miller Murray remarque que « l'on ne peut s'empêcher de se demander pourquoi cette œuvre splendide a été tant négligée, si ce n'est qu'elle est apparue à l'apogée de la seconde école de Vienne et aux confins du sérialisme. » La violoniste Julia Fischer a défendu la pièce, la qualifiant de « l'une des plus belles œuvres de tous les temps » et de « follement romantique et incroyablement amusante ».

## Enregistrements
| Année | Ensemble                                           | Label    | I             | II           | III          | Ref    |
| ----- | -------------------------------------------------- | -------- | ------------- | ------------ | ------------ | ------ |
| 1998  | Ulf Hoelscher Ensemble                             | CPO      | Length: 11:20 | Length: 7:12 | Length: 6:20 | [ 9 ]  |
| 2004  | Quatuor Kodály (en), Auer Quartet, Zsolt Fejérvári | Naxos    | Length: 10:35 | Length: 7:41 | Length: 6:23 | [ 10 ] |
| 2013  | Liviu Prunaru, Tharice Virtuosi                    | Claves   | Length: 11:14 | Length: 7:39 | Length: 6:43 | [ 11 ] |
| 2017  | Nash Ensemble                                      | Hyperion | Length: 10:04 | Length: 6:20 | Length: 5:44 | [ 4 ]  |